# Hydroporus askalensis
Hydroporus askalensis är en skalbaggsart som beskrevs av Wewalka 1992. Hydroporus askalensis ingår i släktet Hydroporus och familjen dykare. Inga underarter finns listade i Catalogue of Life.